# Войцех Остророг-Львувський
Войцех Остророг-Львувський гербу гербу Наленч (пол. Wojciech Ostroróg-Lwowski; бл. 1520 — бл. 1559) — державний діяч часів Польського королівства.

## Життєпис
Походив з польського магнатського роду Остророгів, гілки Львувській. Онук Доброгоста Остророг-Львувського. Єдиний син Єжи Остророга, поборці великопольского, каштеляна ковальського, та Катерини Яшковської. Народився близько 1520 року. 1541 року втратив батька. Отримав невдовзі староство остшешувське.
1545 року отримав посаду каштеляна сантоцького. 1553 року пошлюбив представницю впливового роду Зборовських. Помер у 1558 або 1559 році.

## Власність
Володів 33 селами, а також містечками Гавлов, Віклов, Остророг, Тшцель, Сантоп, Вітомісла, Ружа, Гамера, Мітрега, Яблонка, Рибоджада, Хамжиска, Львувек, Хмельник, Коморов, Зембова, Лготи, Новий Всі, Ольшнова, Кришині, Голембіна, Борова і Баб.

## Родина
Дружина — Софія, донька Мартина Зборовського, воєводи познанського
Діти:
- Пйотр (д/н—1584)
- Кшиштоф (д/н—до 1584)
- Барбара, дружина Яна Опалінського, рогозньського каштеляна
- Марцін (д/н—1590\1591), каштелян каменський